# Tōbetsu
Tōbetsu (当別町, Tōbetsu-chō) és una vila i municipi de la subprefectura d'Ishikari, a Hokkaido, Japó. Tōbetsu és l'únic municipi de la subprefectura amb la consideració de "vila". Junt amb el poble de Shinshinotsu, Tōbetsu forma part del districte d'Ishikari. Tōbetsu forma part de l'àrea metropolitana de Sapporo.

## Geografia
La vila de Tōbetsu es troba al nord de la subprefectura d'Ishikari, tenint el terme municipal una forma allargada de nord a sud. Limita al nord amb la subprefectura d'Ishikari i amb els seus municipis de Tsukigata, Urausu i Shintotsukawa. Al sud limita amb Sapporo i Ebetsu, a l'est amb Shinshinotsu i a l'oest amb Ishikari, tots ells municipis de la subprefectura d'Ishikari.
Sapporo, la capital de Hokkaido limita al nord amb Tōbetsu. El riu Ishikari separava de manera natural els dos municipis fins al 1934, quan els dos municipis van ser connectats per la línia ferroviària.

## Història

### Cronologia
- 1902: Es funda el poble de Tōbetsu.
- 1947: El poble de Tōbetsu obté la consideració legal de vila.

## Demografia
Tōbetsu es troba a la rodalia de la ciutat de Sapporo, capital i municipi més populós de Hokkaido. En les darreries del segle XX s'han construït prou edificis que han contribuït a fer més homogeni el terme municipal de Tōbetsu amb el de Sapporo. Tōbetsu produeix arròs i, recentment, flors. Tot i que la població del municipi ha baixat lleugerament, en els últims anys s'han construït alguns edificis residencials mercés als bons accessos i connexions amb Sapporo.

## Agermanaments
- Leksand, Dalarna, Suècia. (1987)[1]
- Ōsaki, prefectura de Miyagi, Japó. (2000)
- Uwajima, prefectura d'Ehime, Japó. (2009)